# Phonak (wielerploeg)/2006
Deze pagina toont de renners en de resultaten van de Zwitserse wielerploeg Phonak Hearing Systems in het jaar 2006.

## Renners
| Naam                           | Geboortedatum | Nationaliteit    | Ploeg 2005        |
| ------------------------------ | ------------- | ---------------- | ----------------- |
| Santiago Botero                | 27-10-1972    | Colombia         |                   |
| Aurélien Clerc                 | 26-08-1979    | Zwitserland      |                   |
| Martin Elmiger                 | 23-09-1978    | Zwitserland      |                   |
| Luis Fernández Oliveira        | 19-01-1980    | Spanje           | beloften          |
| Bert Grabsch                   | 19-06-1975    | Duitsland        |                   |
| Fabrizio Guidi                 | 13-04-1972    | Italië           |                   |
| Ignacio Gutiérrez Cataluña     | 01-12-1977    | Spanje           |                   |
| José Enrique Gutiérrez         | 18-06-1974    | Spanje           |                   |
| Ryder Hesjedal                 | 09-12-1980    | Canada           | Discovery Channel |
| Robert Hunter                  | 22-04-1977    | Zuid-Afrika      |                   |
| Nicolas Jalabert               | 13-04-1973    | Frankrijk        |                   |
| Floyd Landis                   | 14-10-1975    | Verenigde Staten |                   |
| Miguel Ángel Martín Perdiguero | 14-10-1972    | Spanje           |                   |
| Pat McCarty                    | 24-01-1982    | Verenigde Staten | Discovery Channel |
| Axel Merckx                    | 08-08-1972    | België           | Davitamon-Lotto   |
| Koos Moerenhout                | 05-11-1973    | Nederland        | Davitamon-Lotto   |
| Alexandre Moos                 | 22-12-1972    | Zwitserland      |                   |
| Steve Morabito                 | 30-01-1983    | Zwitserland      | beloften          |
| Uroš Murn                      | 09-02-1975    | Slovenië         |                   |
| Víctor Hugo Peña               | 10-07-1974    | Colombia         |                   |
| Grégory Rast                   | 17-01-1980    | Zwitserland      |                   |
| Florian Stalder                | 13-09-1982    | Zwitserland      | eD'System-ZVVZ    |
| Johann Tschopp                 | 01-07-1982    | Zwitserland      |                   |
| Sascha Urweider                | 18-09-1980    | Zwitserland      |                   |
| David Vitoria                  | 15-10-1984    | Zwitserland      | beloften          |
| Steve Zampieri                 | 04-06-1977    | Zwitserland      |                   |

## Overwinningen
| - Ronde van Californië 3e etappe: Floyd Landis Eindklassement: Floyd Landis - Paris-Nice Winnaar: Floyd Landis - Ronde van Georgia 3e etappe: Floyd Landis Eindklassement: Floyd Landis - Clasica Internacional a Alcobendas 2e etappe: Aurélien Clerc | - Ronde van Zwitserland 5e etappe: Steve Morabito - Nationale kampioenschappen Zwitserland (weg): Grégory Rast - Ronde van Oostenrijk 7e etappe: Fabrizio Guidi - Tour de la Région Wallonne 2e etappe: Fabrizio Guidi 4e etappe: Fabrizio Guidi Eindklassement: Fabrizio Guidi | - Profronde van Stiphout Winnaar: Floyd Landis - Criterium Eddy Merckx Wolvertem Winnaar: Axel Merckx - Profronde van Zevenbergen Winnaar: Koos Moerenhout - Ronde van Polen 3e etappe: Fabrizio Guidi |

## Teams

### Ronde van Californië
19 februari–26 februari
- 11.  Floyd Landis
- 12.  Martin Elmiger
- 13.  Robert Hunter
- 14.  Nicolas Jalabert
- 15.  Miguel Ángel Martín
- 16.  Pat McCarty
- 17.  Alexandre Moos
- 18.  Steve Zampieri

### Ronde van het Baskenland
3 april–8 april
- 21.  Miguel Martín Perdiguero
- 22.  Luis Fernández
- 23.  Alexandre Moos
- 24.  Pat McCarty
- 25.  Ignacio Gutiérrez
- 26.  Nicolas Jalabert
- 27.  Steve Morabito
- 28.  Florian Stalder

### Ronde van Romandië
25 april–30 april
- 1.  Alexandre Moos
- 2.  Miguel Ángel Martín
- 3.  Bert Grabsch
- 4.  Fabrizio Guidi
- 5.  Pat McCarty
- 6.  Uroš Murn
- 7.  Víctor Hugo Peña
- 8.  Steve Zampieri

### Critérium du Dauphiné Libéré
4 juni–11 juni
- 11.  Floyd Landis
- 12.  Bert Grabsch
- 13.  Ryder Hesjedal
- 14.  Nicolas Jalabert
- 15.  Koos Moerenhout
- 16.  Uroš Murn
- 17.  Florian Stalder
- 18. —

### Ronde van Oostenrijk
3 juli–9 juli
- 21.  Fabrizio Guidi
- 22.  Pat McCarty
- 23.  Uros Murn
- 24.  Luis Fernández
- 25.  Florian Stalder
- 26.  Johann Tschopp
- 27.  David Vitoria
- 28. —

Ag2r Prévoyance · Bouygues Télécom · Cofidis, Le Crédit par Téléphone · Crédit Agricole · Team CSC · Davitamon-Lotto · Discovery Channel Pro Cycling Team · Euskaltel-Euskadi · La Française des Jeux · Team Gerolsteiner · Illes Balears-Caisse D'Espargne · Lampre-Fondital · Astana · Liquigas - Bianchi · Phonak Hearing Systems · Quick Step-Innergetic · Rabobank · Saunier Duval-Prodir · Team Milram · T-Mobile Team
2000 · 
2001 · 
2002 · 
2003 · 
2004 · 
2005 · 
2006